# 米糖相剋
米糖相剋（台語：bí-thn̂g sio-khik）指的是在臺灣日治時期臺灣稻米與甘蔗的種植互相競爭。由於在臺灣米與甘蔗之間轉植容易，農民自然選擇能夠獲得較高利益之農作。為了平衡甘蔗價格，當時的製糖會社便實施了「米價比準法」企圖確保甘蔗收購價的上限，但因為日本本土需要臺灣提供糧食，所以臺灣總督府方面反而鼓勵農民轉作稻米。而最後此一現象導致臺灣的農業從過去專注在糖米種植上轉向多角化經營的模式，製糖會社也改變了其經營方式。

## 背景
過去臺灣最主要的兩項農作物是甘蔗與稻米，而其分布大致呈現「南糖北米」的現象，也就是南部的旱作地以種植甘蔗為主，而北部則主要種植稻米，其分界一說是濁水溪，又一說是大安溪。
進入日治時期後，由於臺灣原本的在來米因不具黏稠性而不受日本人歡迎，相較於被大力推廣的糖業，最初總督府方面並不鼓勵種植稻米。而也由於總督府積極發展糖業，所以在明治四十年代（1907年左右）開始，甘蔗的種植區域便開始往昔日作為稻作區的北臺灣發展。後來到了1920年代，由於日本本土人口增加，以及大正十一年（1922年）研發出了十分迎合日本人口味的「臺中65號」米（即後來的蓬萊米），遂在1930年代引發了農民大量種植的風潮，使得稻作區也開始向南臺灣發展，於是便導致了稻米與甘蔗互相爭地的「米糖相剋」。
而除此之外，造成米糖相剋的因素還有第一次世界大戰期間日本農村由於嚴重的不景氣，而導致佃農與地主爭權、發起農民運動，最後令日本米價暴漲，「東京米穀取引所」停止交易，還進而發生了「米暴動」，這讓日本政府萌生開發臺灣稻米市場的想法。而嘉南大圳的興建（1920年－1930年）令臺灣南部的看天田與甘蔗園變得可種稻米，也是造成米糖相剋的重要原因之一。

## 過程與結果
從1925年到1930年代，米糖相剋的衝突日益嚴重，此時又因為經濟大恐慌導致不少製糖會社倒閉，令臺灣糖業的發展受到重大的影響。有基於此，製糖會社便打算實施「米價比準法」，也就是隨著米價來調整甘蔗的採收價格，讓甘蔗的採收價高過米價以吸引農民繼續種甘蔗，但成效不彰。而另一方面臺灣總督府則鼓勵農民種稻，以對日本本土提供大量糧食。
兩相競爭的結果，最後使臺灣的農業從過去主要專注於稻米、甘蔗的情況，逐漸變成多角化經營，而製糖會社也因米糖相剋而不再執著於甘蔗種植與砂糖生產上，開始多角化的投資經營。